# Pareiorhaphis vestigipinnis
Pareiorhaphis vestigipinnis és una espècie de peix de la família dels loricàrids i de l'ordre dels siluriformes.
Poden assolir fins als 9,8 cm de longitud total. Es troba a l'Estat de Santa Catarina del Brasil.